# Elecciones provinciales de Entre Ríos de 1926
Las elecciones generales de la provincia de Entre Ríos de 1926 tuvieron lugar el domingo 6 de junio del mencionado año con el objetivo de elegir a 54 miembros de un Colegio Electoral Provincial, que elegiría a su vez al Gobernador y al Vicegobernador para el período 1926-1930. Fueron los cuartos comicios provinciales entrerrianos que se realizaban desde la instauración del sufragio secreto en el país. El partido oficialista, la Unión Cívica Radical (UCR), se había dividido entre un sector yrigoyenista, favorable al expresidente Hipólito Yrigoyen, y un sector antipersonalista, liderado por Eduardo Laurencena a nivel provincial. El yrigoyenismo entrerriano era liderado por el vicegobernador saliente, Enrique Pérez Colman, mientras que el gobernador, Ramón Mihura, adhirió al antipersonalismo.
El resultado fue un Colegio Electoral sin mayoría. Laurencena obtuvo la primera minoría de votos y bancas con un 39.48% del voto popular y 24 bancas. Francisco Beiró, el candidato del radicalismo yrigoyenista, logró un 33.50% y 12 bancas. A pesar de haber recibido menos votos que Beiró, Fortunato Solanas, el candidato del conservadurismo provincial (una coalición tripartita denominada Concentración Popular) obtuvo las 18 bancas restantes con el 27.02% de los votos. Laurencena triunfó en Paraná, Colón, Concordia, Gualeguaychú, Diamante y Uruguay; Beiró se impuso en Federación, Feliciano, Nogoyá, Tala, y Villaguay; y Solanas ganó en Gualeguay, La Paz y Victoria.
En el Colegio Electoral, el conservadurismo tuvo un papel preponderante para resolver cual de los dos sectores del radicalismo obtendría la gobernación. Descartada una investidura conservadora, la Concentración Popular logró un pacto con Laurencena, invistiéndolo gobernador. Se inaugurarían de este modo casi diez años de dominación política del antipersonalismo sobre la provincia.